# Jamila Lunkuse
Jamila Lunkuse (* 1. Januar 1997 in Mengo) ist eine ugandische Schwimmerin.
Lunkuse besucht in Großbritannien das Plymouth College in Plymouth. Dies wird ihr über ein Sportstipendium ermöglicht. Zu ihren dortigen Mitschülern zählt die litauische Olympiasiegerin Rūta Meilutytė. Lunkuse gehört dem Verein Plymouth Leander an und wird dort von Lindsay Dunn trainiert. Lunkuse stand im Aufgebot der ugandischen Mannschaft für die Olympischen Sommerspiele 2012. In London startete sie auf der 50-Meter-Freistil-Strecke. Dort schied sie als Letztplatzierte ihres Vorlaufs aus und belegte mit einer Zeit von 28,44 Sekunden den 52. Platz im Endklassement. Die 1,53 Meter große Sportlerin brachte 2012 ein Wettkampfgewicht von 60 kg auf die Waage.